# Bloodywood
Bloodywood é uma banda de metal indiana de Nova Deli, formada em 2016. Eles começaram como uma banda de paródia que publicava regravações de metal de músicas pop no YouTube, mas depois passaram a escrever material original. A banda citou Linkin Park, Rage Against the Machine, System of a Down, Alter Bridge e Limp Bizkit como suas influências musicais. São a primeira banda de metal da Índia a figurar numa parada da Billboard.

## História
Antes de formar a banda, Karan Katiyar publicava regularmente covers de paródias de músicas populares de Bollywood no YouTube, mas teve problemas para encontrar um vocalista adequado. Em um show local, Katiyar conheceu Jayant Bhadula, que trabalhava como gerente de talentos em uma empresa de entretenimento, e ficou impressionado com seu alcance vocal e versatilidade.
Em 2016, Katiyar deixou seu emprego como advogado corporativo e junto com Bhadula formou uma dupla com a intenção de "destruir músicas pop".
Em 2017, o Bloodywood regravou a música "Heavy" do Linkin park Park no antigo estilo nu metal da banda, chamando a atenção de muitos sites de música como Loudwire e Metal Hammer, o último dos quais declarou "como "Heavy" do Linkin Park deveria ter soado." A banda fez mais covers em 2017 e lançou a coletânea de covers Anti-Pop Vol. 1 em sua página do Bandcamp. Isto foi seguido por uma versão metal da famosa música Bhangra / Indi-pop "Tunak Tunak Tun" de Daler Mehndi, com vocais convidados do brasileiro Bonde do Metaleiro.
Em 2018, Bloodywood lançou "Ari Ari", um cover da música Bhangra "Ari Ari" da dupla Bombay Rockers, que em si era uma versão da música folclórica indiana "Baari Barsi". A faixa contou com o rapper Raoul Kerr, a quem Katiyar convidou para a participação depois de trabalhar em um lyric video para ele. A exposição inicial da música foi garantida pela atriz de Bollywood Ileana D'Cruz, que compartilhou o vídeo de "Ari Ari" em suas redes sociais. A recepção positiva dos fãs encorajou a banda a escrever material original e buscar mais inspiração na música folclórica indiana.
Em julho do mesmo ano, o Bloodywood fez uma parceria com o site de aconselhamento online HopeTherapy e lançou a música "Jee Veerey", dedicada ao combate à depressão e doenças mentais. Em 15 de janeiro de 2019, a banda lançou "Endurant", uma música que trata do tema bullying.
Em 21 de abril de 2019, foi anunciado que o Bloodywood se apresentaria no Wacken Open Air. Dois dias depois, a banda lançou a música "Machi Bhasad (Expect a Riot)", inicialmente destinada ao próximo jogo da Ubisoft, Beyond Good and Evil 2, além de anunciar que Raoul se tornara um membro permanente e que iniciaria uma turnê intitulada "Raj Against the Machine Tour".
Em 2021, o Bloodywood foi considerado uma das "12 novas bandas de metal para ficar de olho em 2022" pela revista de heavy metal e rock Metal Hammer. Eles também foram indicados ao título de Breakthrough Asian Band (Banda Revelação da Ásia) nos prêmios Global Metal Apocalypse de 2021, terminando em segundo lugar.
O primeiro álbum de estúdio de Bloodywood com material original é o Rakshak e foi lançado em 18 de fevereiro de 2022.
Em 18 de outubro de 2024, foi anunciado que eles assinaram com a Fearless Records. Logo depois, lançaram o single "Nu Delhi" e confirmaram uma turnê na Europa. Em 6 de dezembro de 2024, lançaram o single "Bekhauf", com participação do trio japonês de kawaii metal Babymetal.

## Trabalho social
Junto com as mensagens incluídas em suas músicas, a banda pretende apoiar várias causas sociais/de caridade. Com o lançamento do vídeo de sua música "Jee Veerey", eles deram sessões pré-pagas de aconselhamento online. Em uma entrevista de 2023 Raoul afirmou que o objetivo da banda é "canalizar essa fúria pelas causas certas e fazer as pessoas quererem fazer algo a respeito delas".
Ao retornar à Índia de sua turnê europeia de 2019, o Bloodywood doou os ganhos para a Posh Foundation, uma ONG local que cuida de animais abandonados, para a compra de uma nova ambulância.

## Membros
- Karan Katiyar – guitarras, flauta, produção, composição
- Jayant Bhadula – vocais, vocais guturais
- Raoul Kerr – vocais de rap

Membros de turnê
- Sarthak Pahwa – dhol
- Roshan Roy – baixo
- Vishesh Singh – bateria

## Discografia

### Álbuns de estúdio
- Anti-Pop Vol. 1 (2017)
- Rakshak (2022)
- "Nu Delhi" (2025)

### Singles
- "Papai Noel Irritado" (2017)
- "Tunak Tunak Metal" (com Bonde do Metaleiro; 2018)
- "Rang Basanti" (2018)
- "Ari Ari" (2018)
- "Jee Veerey" (2018)
- "Resistente" (2019)
- "Machi Bhasad" (2019)
- "Yad" (2020)
- "Great Is Born Raw" (com The Snake Charmer; 2021)
- "Gaddar" (2021)
- "Aaj" (2022)
- "Dana Dan" (2022)

### Vídeos
- "Angry Santa" (2017)
- "Tunak Tunak Tun" (com Bonde do Metaleiro; 2018)
- "Rang De Basanti" (2018)
- "Ari Ari" (2018)
- "Jee Veerey" (2018)
- "Endurant" (2019)
- "Machi Bhasad" (2019)
- "Yad" (2020)
- "Gadaar" (2021)
- "Aaj" (2022)
- "Dana Dan" (2022)